# Il crogiuolo
Il crogiuolo (The Crucible) è un dramma in quattro atti di Arthur Miller, debuttato a Broadway il 22 gennaio 1953. L'opera, ambientata a Salem (Massachusetts) nel 1692, sfrutta l'evento storico della caccia alle streghe per tracciare un implicito parallelo con il Maccartismo americano degli anni cinquanta.

## Trama

### Atto 1
Il primo atto si svolge in casa del reverendo Samuel Parris e di sua figlia Betty, la quale è distesa inerme sul letto. La serva Tituba, originaria delle Barbados, e Abigail Williams, nipote del reverendo Parris, entrano in camera di Betty per accertarsi delle condizioni della ragazza. Betty è caduta in uno stato di incoscienza dopo essere stata scoperta dal padre nella foresta ad eseguire riti occulti con la cugina Abigail e alcune amiche. Il reverendo Hale, esperto di fenomeni occulti, è stato chiamato da Beverly per fare chiarezza sulla situazione. Abigail decide di scaricare le sue colpe sulla serva Tituba e dichiara di essere stata obbligata da quest'ultima a danzare nella foresta e a bere del sangue di gallina da una bacinella con Betty e le amiche Susanna Wallcot, Mary Warren e Mercy Lewis. Betty improvvisamente si sveglia e dichiara di essere stata stregata. Insieme alla cugina inizia ad accusare di stregoneria alcuni abitanti del paese. Le false dichiarazioni delle due ragazze e delle loro amiche fanno scatenare un'ondata di isteria e paura a Salem.

### Atto 2
Il secondo atto si svolge a casa dei coniugi Elizabeth e John Proctor, ottavo giorno dopo la confessione delle ragazze. La domestica Mary Warren, tornata dal tribunale di Salem, annuncia l'arresto di molte persone e l'impiccagione di quelle che non hanno confessato, causando così le lamentele di John per le indagini e gli interrogatori fasulli condotti dalle autorità. Il reverendo Hale giunge a casa dei Proctor per interrogare Elizabeth, la quale è stata accusata di stregoneria da parte di Abigail. La ragazza, che in passato aveva avuto una relazione con John Proctor, ha fatto il nome di Elizabeth in tribunale per vendicarsi della donna che aveva scoperto il tradimento del marito. Mary Warren confessa a Proctor che le sue amiche stanno solamente fingendo, ma non vuole fare questa confessione in tribunale, perché teme una ritorsione da parte delle ragazze.

### Atto 3
Il terzo atto si svolge all'interno del tribunale istituito per interrogare gli accusati. Il giudice Hathorne e il vicegovernatore Danforth interrogano le persone accusate di stregoneria, mettendo in luce la logica inversa con la quale agisce il tribunale. Infatti, chi confessa falsamente la stregoneria e fornisce i nomi degli altri diventa innocente, chi non confessa, perché effettivamente non ha nulla da confessare, rimane colpevole. John Proctor induce Mary Warren a dichiarare la verità, ma alle dichiarazioni della ragazza seguono le puntuali smentite di Abigail. Proctor confessa quindi il suo adulterio con Abigail per mettere in evidenza la falsità e le reali intenzioni della ragazza. La confessione però non ha esito positivo, in quanto la moglie di Proctor, non sapendo che il marito ha parlato, nega l'accaduto per difenderlo. Abigail e le ragazze fingono quindi che Mary Warren stia mandando su di loro il suo spirito e simulano di vedere un uccellino sul soffitto del tribunale. Mary Warren, in preda al panico, accusa John Proctor di lavorare per il diavolo e di essere stata costretta a mentire. Proctor viene quindi arrestato e il reverendo Hale abbandona il tribunale denunciando i procedimenti ingiusti messi in atto dalle autorità.

### Atto 4
Il quarto e ultimo atto dell'opera si svolge nel carcere dove John Proctor e gli altri presunti colpevoli sono detenuti. L'isteria si è completamente insediata all'interno della comunità, tanto che la serva Tituba si convince di essere una strega e di parlare con il diavolo. Il reverendo Hale, che ha capito la logica ingiusta delle autorità, cerca di convincere i detenuti a confessare il falso per essere salvati. Sapendo di dover confessare il falso, John Proctor dichiara di avere a che fare con la stregoneria. Ma non appena gli viene chiesto di fare i nomi degli altri egli dimostra il suo coraggio e la sua dignità rifiutando fermamente e andando incontro alla condanna a morte. Egli dichiara di ammettere le sue colpe, ma non quelle degli altri, perché non ha la facoltà di giudicare gli altri. Il sipario cala mentre John Proctor si avvia eroicamente al patibolo.

## Genesi dell'opera
Nell'aprile 1952 Arthur Miller decide di intraprendere un viaggio a Salem con lo scopo di trovare il materiale per l'opera che sta progettando sulla caccia alle streghe del XVII secolo. Si reca quindi al Witch Museum di Salem e analizza i documenti conservati riguardanti i processi alle streghe che gli forniscono, oltre al quadro completo della situazione, i modelli linguistici sui quali creare i dialoghi dell'opera. Salem negli anni Cinquanta non dava molto spazio alla vicenda del XVII secolo, considerandola come un lato piuttosto negativo della sua storia. Sarà solo dopo l'esordio dell'opera di Miller che la città sfrutterà l'avvenimento a scopi turistici, diventando poi un'attrazione. Miller riscontra nel Maccartismo americano le stesse emozioni e le stesse pratiche che hanno coinvolto vittime e autorità in Massachusetts nel 1692. L'assenza di humour e di ironia imposta dalle classi dirigenti a quel tempo trova il suo corrispettivo nella situazione americana degli anni Cinquanta. Il Crogiuolo evidenzia come la piccola società di Salem venga condotta alla pazzia attraverso la superstizione, la paranoia e la cattiveria delle persone. Il Crogiuolo esordisce a teatro proprio all'apice del clima maccartista, denunciandone velatamente il clima generato e le pratiche ingiuste che hanno coinvolto la società americana.

## Rappresentazioni
La prima rappresentazione è stata il 22 gennaio 1953 al Martin Beck Theatre di New York, per un totale di 197 repliche, regia di Jed Harris; interpreti: Arthur Kennedy (John Proctor), Walter Hampden (Deputy-Governor Danforth), E.G. Marshall (Reverend John Hale), Beatrice Straight
(Elizabeth Proctor), Jean Adair (Rebecca Nurse), Janet Alexander (Betty Parris), Jacqueline Andre (Tituba), Raymond Bramley (Thomas Putnam), Philip Coolidge (Judge Hawthorne), Jenny Egan (Mary Warren), Adele Fortin (Sarah Good), Jane Hoffman (Ann Putnam), Dorothy Jolliffe (Mercy Lewis), Donald Marye (Hopkins), Don McHenry (Ezekiel Cheever), George Mitchell (John Willard), Madeleine Sherwood (Abigail Williams), Barbara Stanton (Susanna Walcott), Fred Stewart (Reverend Samuel Parris), Joseph Sweeney (Giles Corey), Graham Velsey (Francis Nurse).
La prima italiana è stata il 15 novembre 1955 al Teatro Quirino di Roma, traduzione di Luchino Visconti e Gino Bardi, regia, scene e costumi di Luchino Visconti. Interpreti: Lilla Brignone (Elisabeth Proctor), Gianni Santuccio (John Proctor), Camillo Pilotto (vice governatore Danforth), Carlo D'Angelo (rev. Hale), Paola Borboni (Ann Putnam), Edda Albertini (Abigail), Adriana Asti (Mary Warren), Vittorina Benvenuti (Rebecca Nurse), Alida Cappellini, Mario Feliciani, Claudio Ermelli (Giles Corey), Tino Buazzelli (rev. Parris), Olinto Cristina (giudice Hathorne), Cesare Fantoni
.

## Adattamenti

Anna Maria Guarnieri nel ruolo di Abigail (1971)

### Film
- 1957 - Le vergini di Salem (Les Sorcières de Salem), regia di Raymond Rouleau, sceneggiatura di Jean-Paul Sartre.
- 1996 - La seduzione del male (The Crucible), regia di Nicholas Hytner, sceneggiatura di Arthur Miller.

### Opera lirica
The Crucible, musica di Robert Ward, libretto di Bernard Stambler, presentata il 26 ottobre 1961 alla New York City Opera, Premio Pulitzer per la musica 1962.

### Televisione
La Rai ha trasmesso suddiviso in due parti il 19 e 21 maggio 1971, un adattamento a cura e per la regia di Sandro Bolchi, scene di Maurizio Mammì, costumi di Maurizio Monteverde; interpreti: Tino Carraro (rev. Parris), Flora Lillo (Tituba), Cinzia De Carolis (Betty), Anna Maria Guarnieri (Abigail), Stefanella Giovannini (Susanna Walcott), Gianna Piaz (Anna Putnam), Tonino Pierfederici (Thomas Putnam), Pia Morra (Mercy Lewis), Stefania Casini (Mary Warren), Renzo Montagnani (Proctor), Karola Zopegni (Rebecca Nurse), Nando Gazzolo (rev. Hale), Ileana Ghione (Elizabeth Proctor), Raffaele Giangrande (Francis Nurse), Andrea Matteuzzi (Ezekiel Cheaver), Carlo D'Angelo (Danforth), Stefano Varriale (Herrick).

## Edizioni
- (EN) Arthur Miller, The Crucible, New York, Viking, 1953
- Il crogiuolo, traduzione di Luchino Visconti e Gino Bardi, Collezione di teatro n.56, Torino, Einaudi, 1964.